# Jüdischer Friedhof (Kobryn)

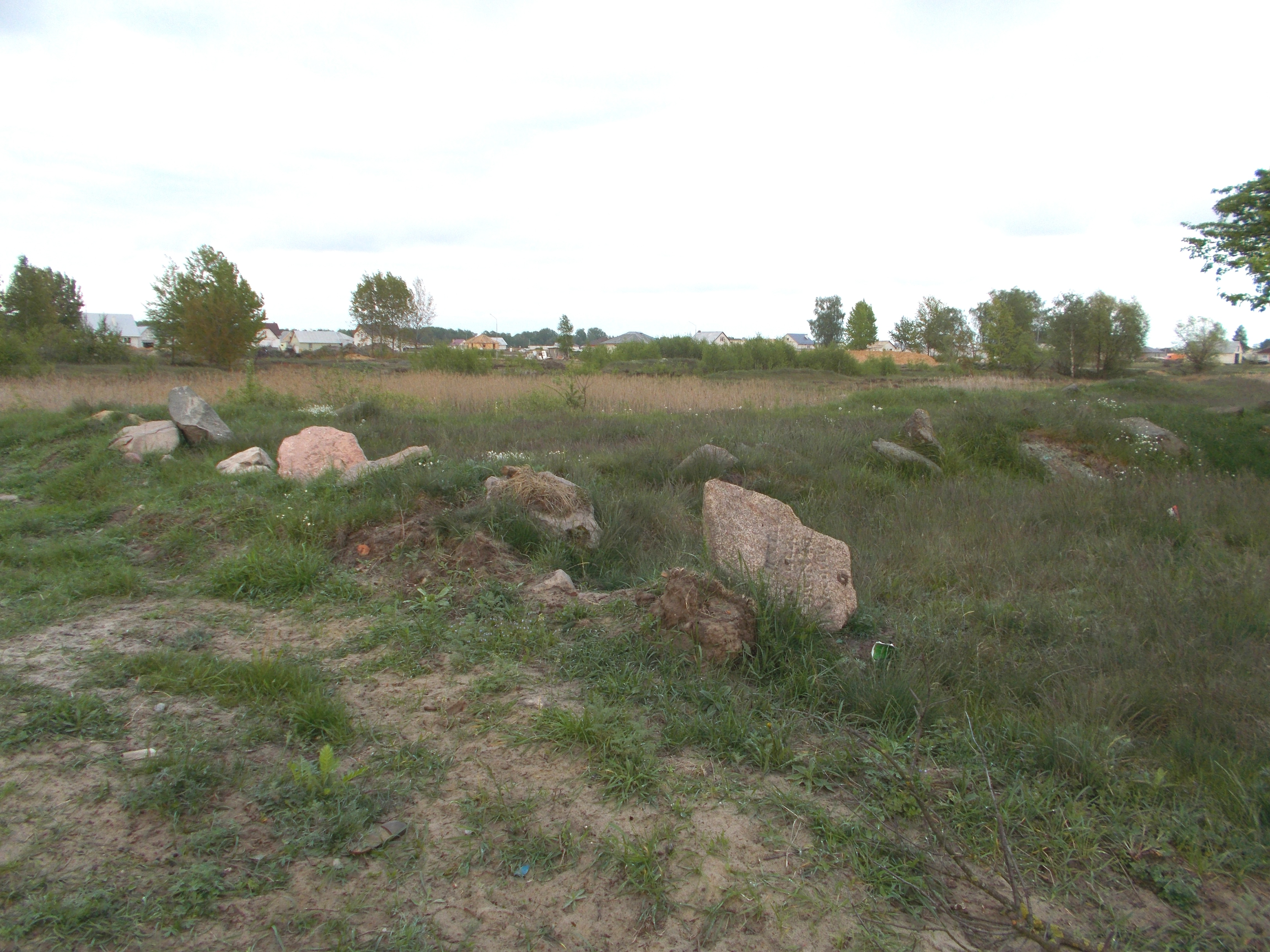
Jüdischer Friedhof in Kobryn

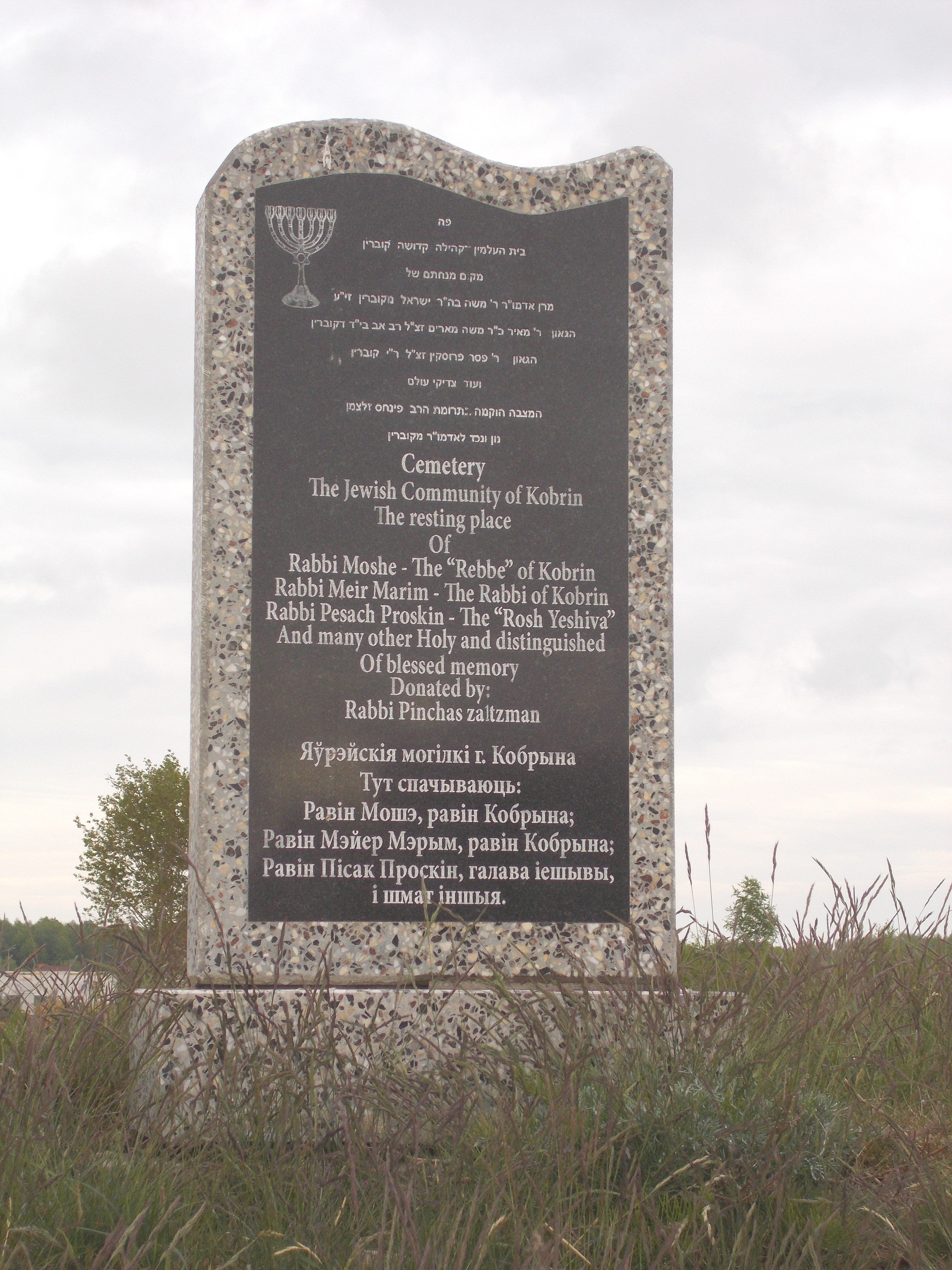
Gedenkstein

Der Jüdische Friedhof in Kobryn, einer belarussischen Stadt in der Breszkaja Woblasz, wurde im 15. Jahrhundert angelegt.
In Kobryn war vor 1941 der Anteil der jüdischen Bevölkerung sehr hoch. Der überwiegende Teil der jüdischen Bevölkerung wurde von den deutschen Besatzern während des Zweiten Weltkriegs ermordet.
Auf dem Jüdischen Friedhof sind nur noch Gedenksteine vorhanden.